# Валдово (Поморське воєводство)
Валдово (пол. Wałdowo, нім. Waldow) — село в Польщі, у гміні Мястко Битівського повіту Поморського воєводства.
Населення — 470 осіб (2011).
У 1975-1998 роках село належало до Слупського воєводства.

## Демографія
Демографічна структура станом на 31 березня 2011 року:
|          | Загалом | Допрацездатний вік | Працездатний вік | Постпрацездатний вік |
| -------- | ------- | ------------------ | ---------------- | -------------------- |
| Чоловіки | 236     | 55                 | 164              | 17                   |
| Жінки    | 234     | 60                 | 135              | 39                   |
| Разом    | 470     | 115                | 299              | 56                   |